# Palazzo del Podestà (Lastra a Signa)
Il Palazzo del Podestà di Lastra a Signa chiamato anche Palazzo Pretorio è un palazzo a due piani che è stato prima la residenza dei podestà medicei che hanno governato Lastra a Signa, in seguito sede del comune fino al trasferimento nell'attuale palazzo comunale, ed infine sede della pretura di Lastra del Tribunale di Firenze. Attualmente vi sono collocati uffici comunali.

## Struttura esterna
Sopra l'ingresso principale vi sono gli stemmi delle famiglie che governarono Lastra a Signa principalmente composti da pietra arenaria o bronzo.
L'ingresso ha un architrave a timpano ed è presente una tipica finestra inginocchiata del 1500, tipica del periodo manierista toscano.

## Dipinti
All'interno del palazzo era presente un dipinto su tavola, della scuola di Fra' Bartolomeo e Michele di Ridolfo del Ghirlandaio, che ora è conservata nel palazzo Comunale. Esso raffigura la Madonna in trono con intorno San Michele, San Pietro, San Martino di Tours e Santo Stefano.
Gli stessi soggetti sono ancora visibili su affreschi, all'interno del palazzo, antecedenti al dipinto. Essi sono datati ad inizio del '400 ed attestati ad un pittore di scuola fiorentina cresciuto intorno a Bicci di Lorenzo.

## Il tabernacolo

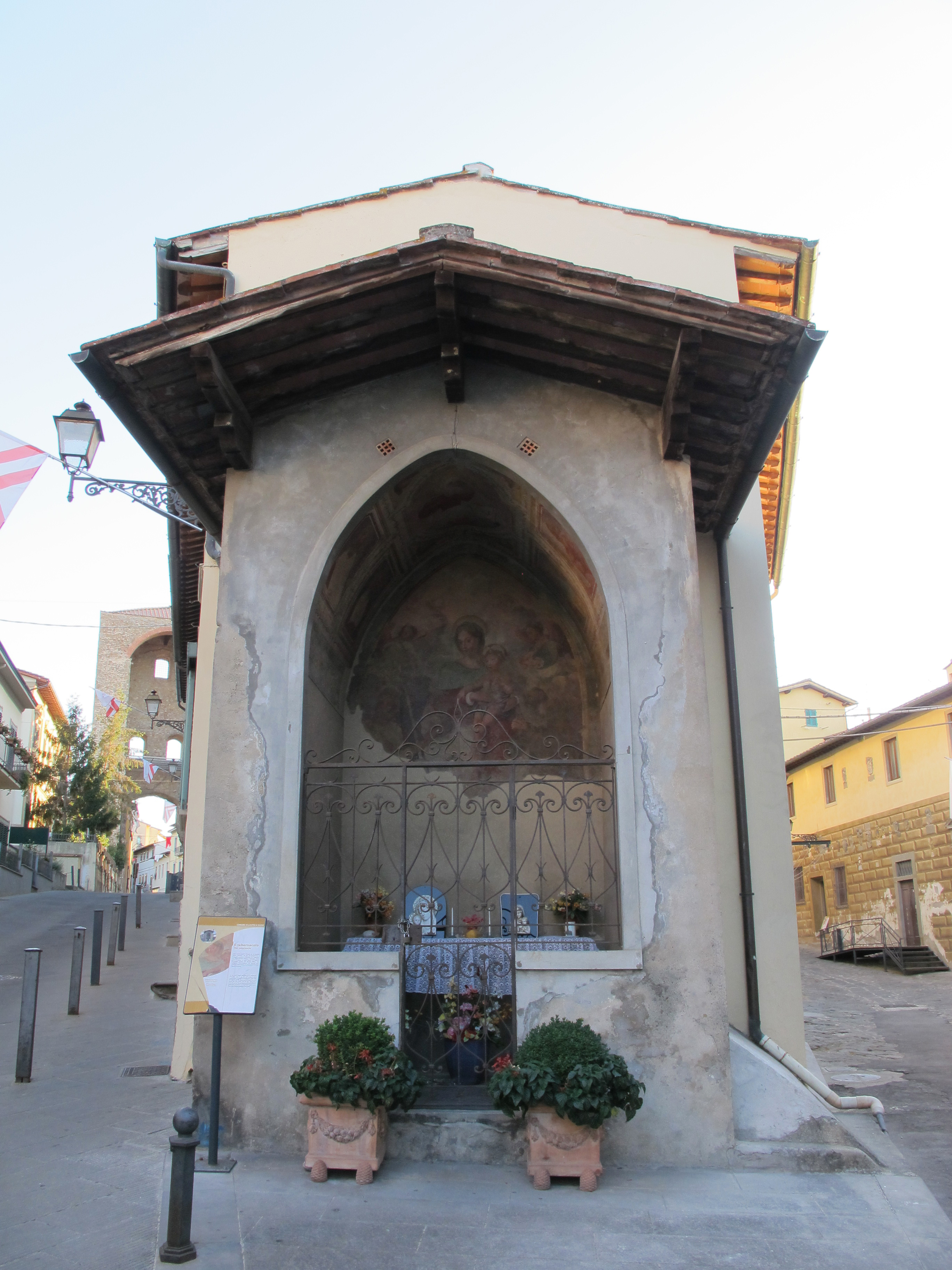
Il tabernacolo

Di fronte al palazzo si trova un tabernacolo a forma di piccola cappella che è stato affrescato nel 1550 dallo stesso pittore autore del dipinto che si trovava all'interno del palazzo.
Sullo sfondo sono raffigurati la Madonna con Gesù bambino in braccio, San Francesco, Giovanni Battista e Dio in cielo.
Sulla parte esterna del tabernacolo c'era un affresco che raffigurava l'Annunciazione, poi spostato nel palazzo Comunale insieme al dipinto per ragioni di salvaguardia.

## Altre immagini

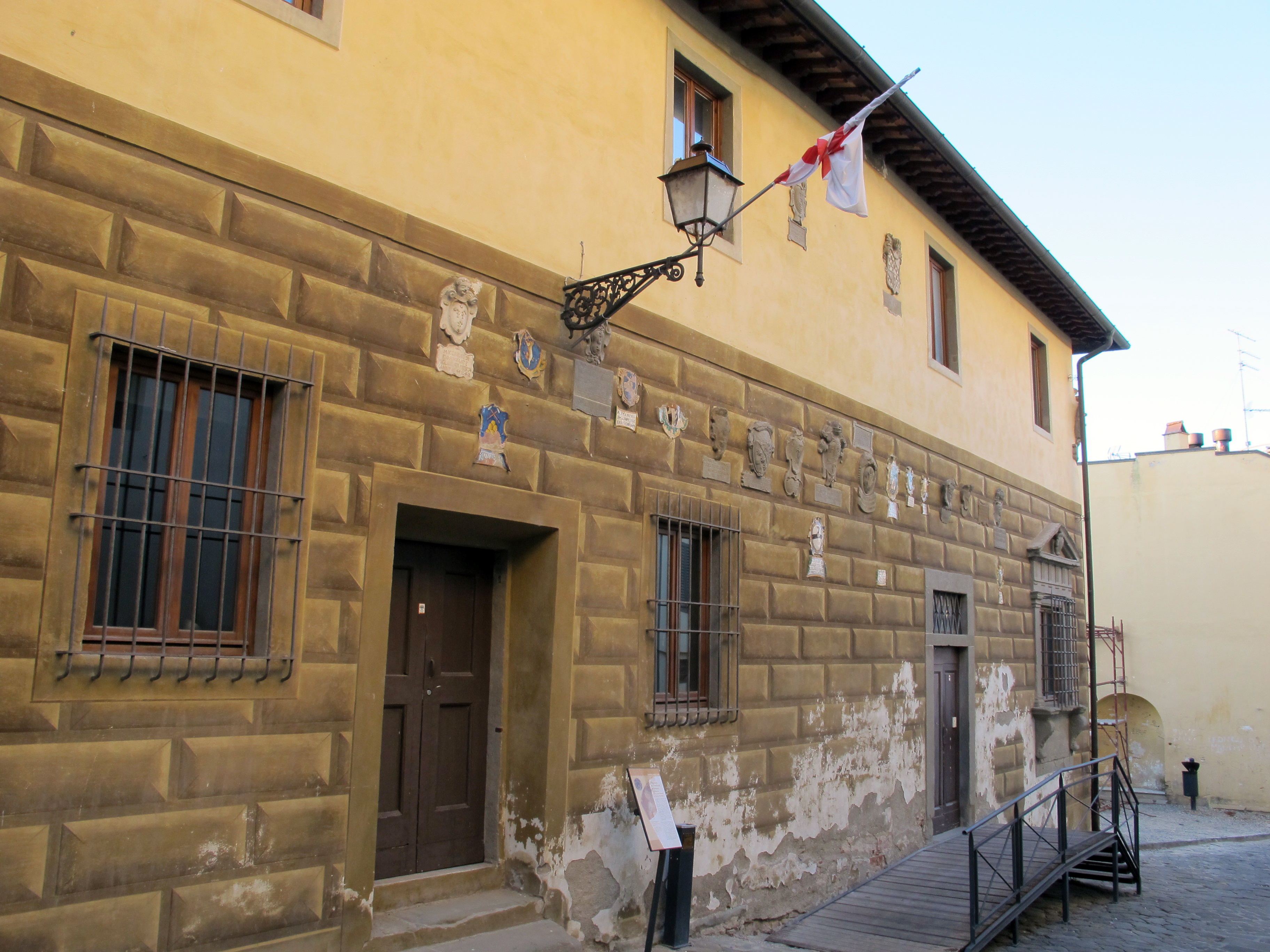
Facciata frontale
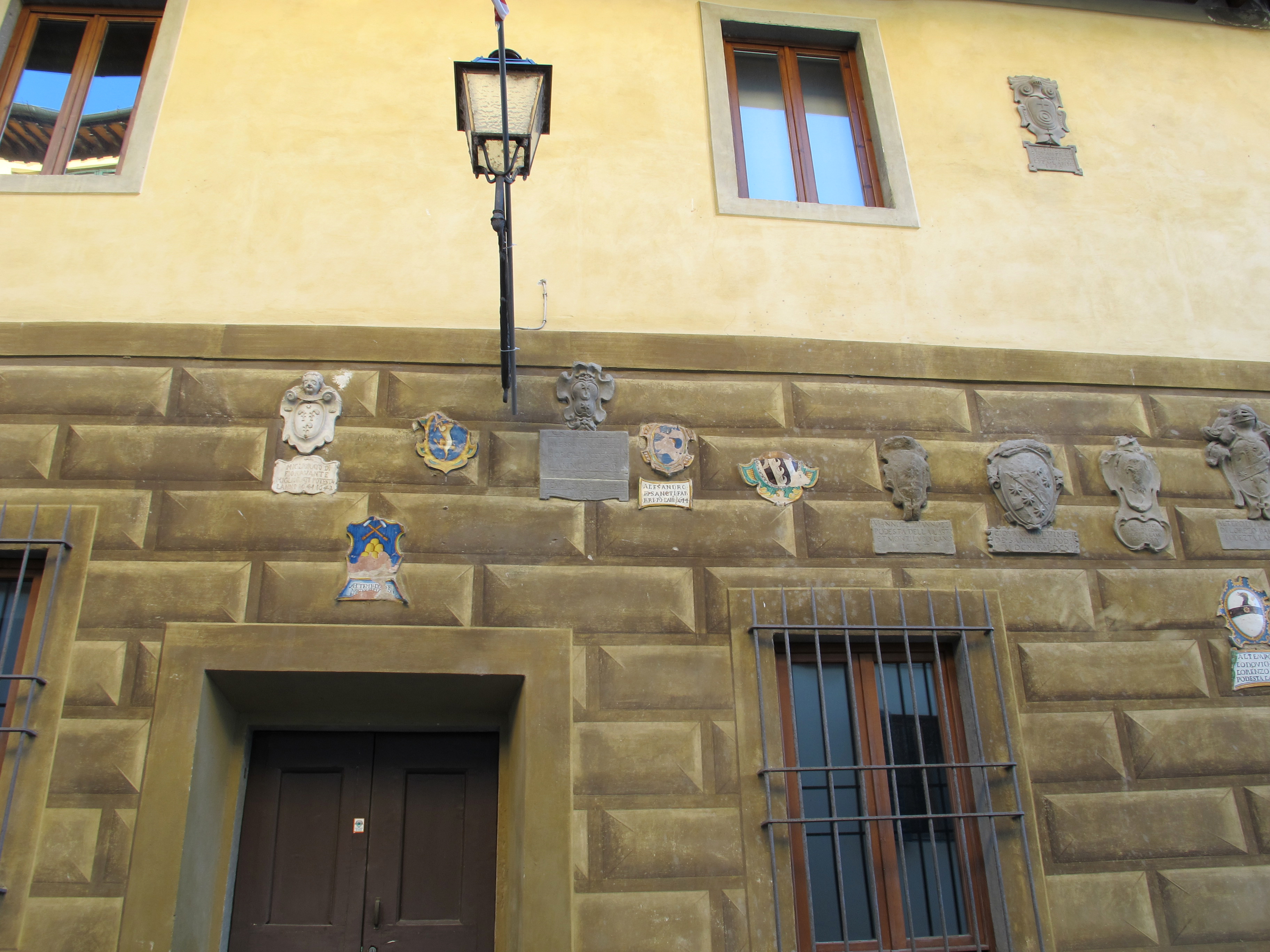
Dettaglio stemmi sulla facciata frontale
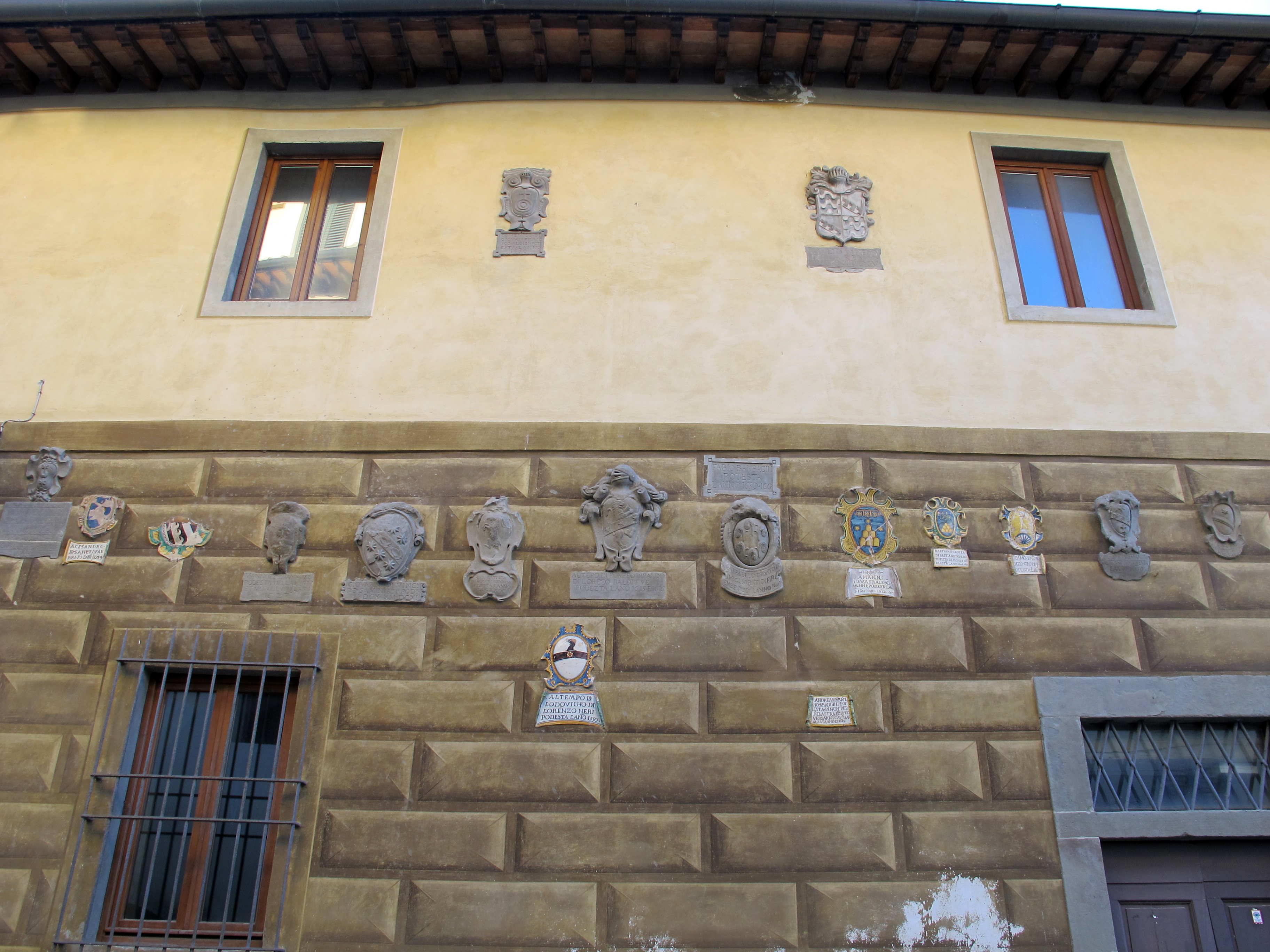
Dettaglio stemmi sulla facciata frontale
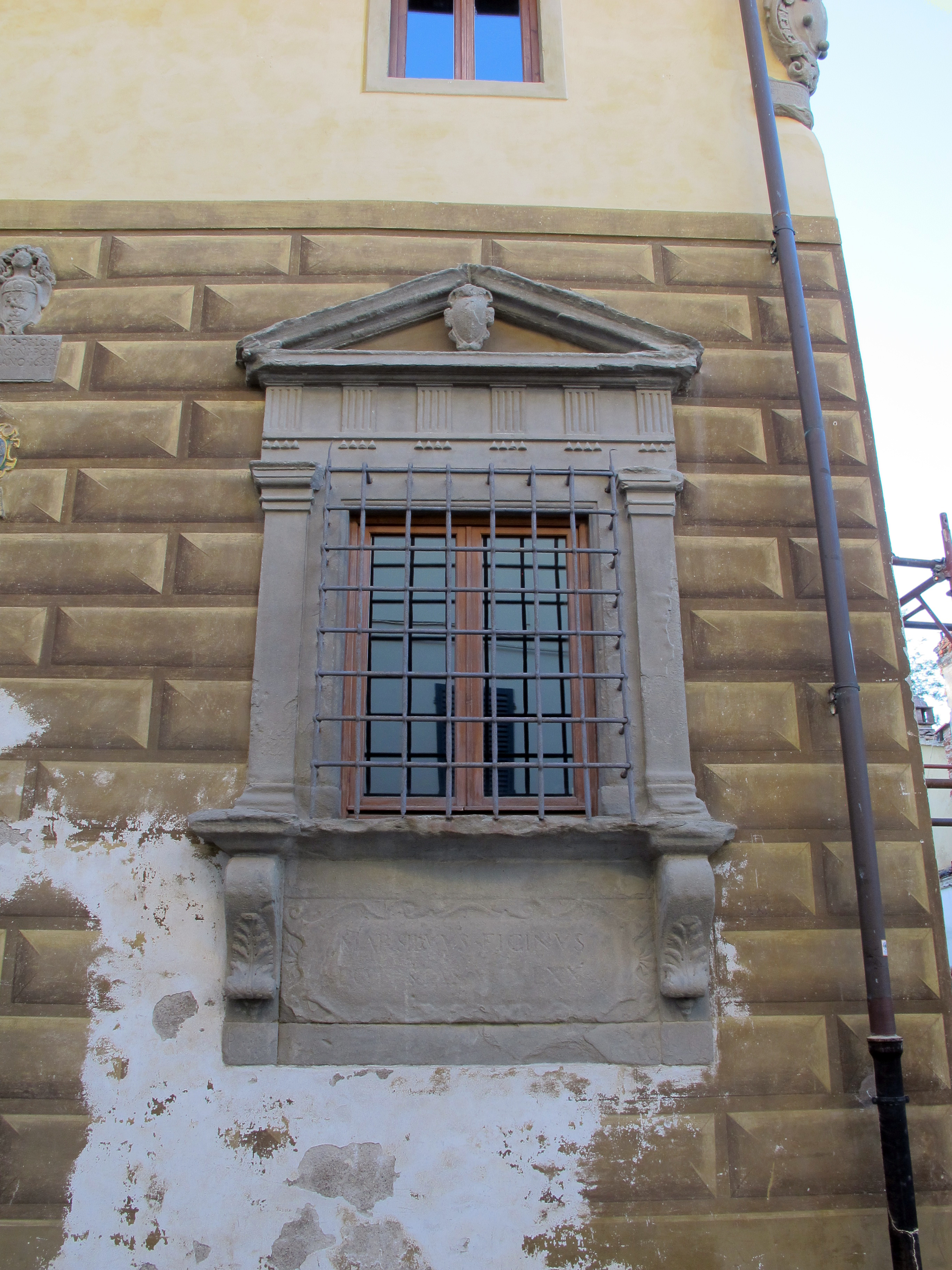
Dettaglio finestra
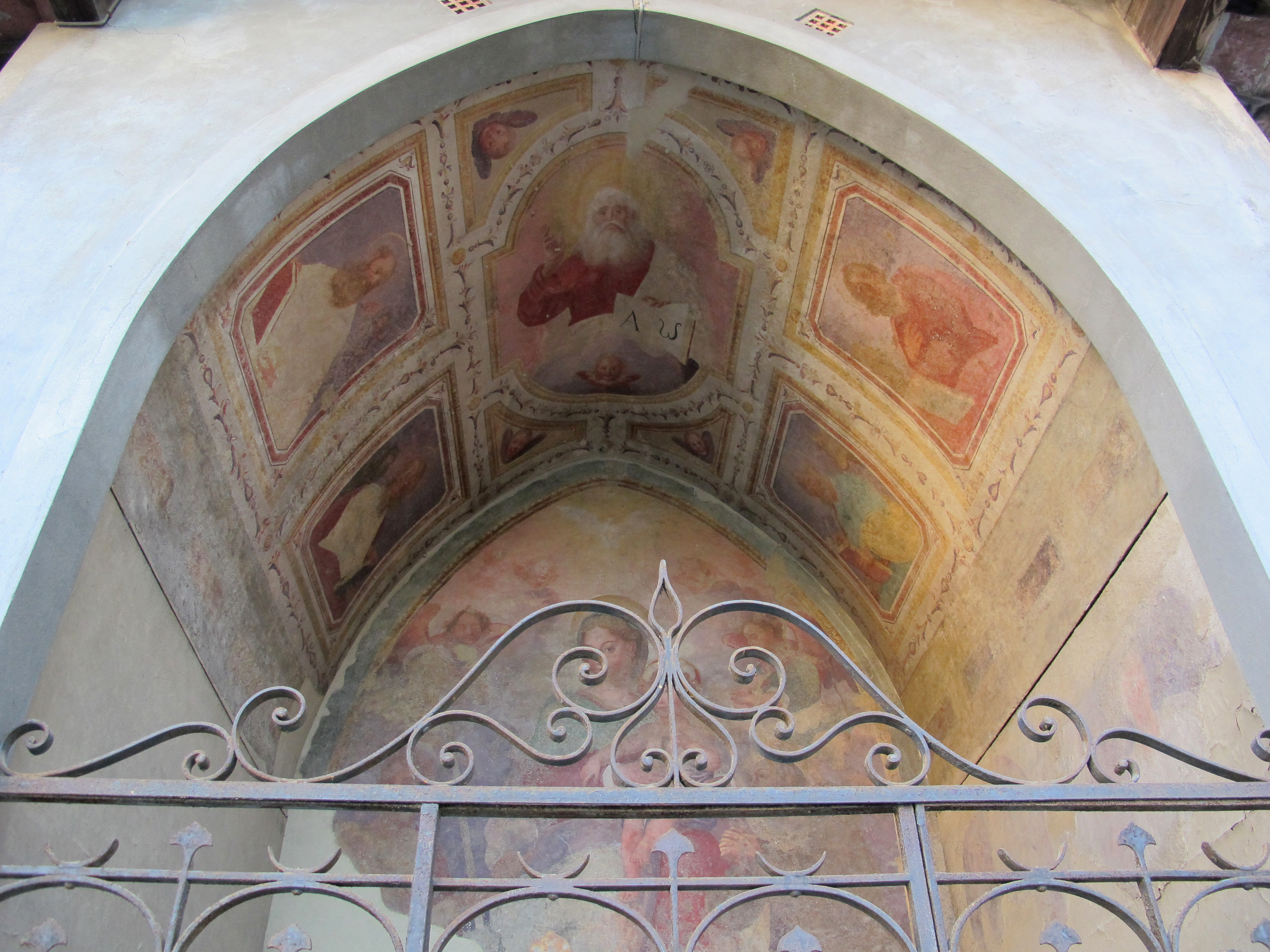
Dettaglio tabernacolo